# انتخابات الرئاسة البولندية 2000
انتخابات الرئاسة البولندية 2000 هي الانتخابات الرئاسية التي جرت في 8 أكتوبر 2000، لانتخاب رئيس بولندا.، فاز بالانتخابات ألكسندر كفاشنيفسكي.

## المرشحين
| المرشح             | الحزب | عدد الأصوات |
| ------------------ | ----- | ----------- |
| ألكسندر كفاشنيفسكي |       |             |